# Meyerhof
Meyerhof ou Meyerhoff est un écart de la commune française de Petit-Réderching, dans le département de la Moselle.

## Lieux-dits
- Galgenberg.
- Hollerswiese.
- Kalkofen.
- Kingen.
- Sprenzfeld[1].

## Histoire
L'écart de Meyerhof s'est développé dans la seconde moitié du XIXe siècle, le long de la route de Sarreguemines à Bitche, construite entre 1722 et 1724.